# Бои при Аувере
Бои при Аувере проходили на территории Эстонии в период 20-25 июля 1944 года между немецкими и советскими войсками в ходе Прибалтийской операции Великой Отечественной войны.

## Начало боёв
Бои на станции у деревни Аувере начались 20 июля с атаки советскими войсками укрепленных позиций германской армии. Атака началась с предварительным артобстрелом, в ходе которого немецкие войска уже понесли некоторые потери. Однако наступление не было развито из-за значительных укреплений, воздвигнутых силами 11-й моторизованной дивизии СС. Обоюдный артобстрел продолжался до 24 июля.

## Ход боёв
На утро 24 июля, советская армия начала вести усиленный артиллерийский огонь перед решающим наступлением. В ходе двух часов из 30-50 орудий было выпущено до 17 тыс. снарядов и гранат (2,000 тонн), которые нанесли значительные потери в основном по 45-му полку СС, укрепившегося в Аувере.
После подготовительного артобстрела был нанесён авиаудар по немецким позициям. В ходе первого сражения в воздухе, было подбито 8 советских и 3 немецких бомбардировщика. Одновременно, 122-й стрелковый корпус при поддержке танковой бригады смог прорвать позиции немецких войск, в то время как 117-й корпус смог окружить эстонские формирования СС, вынудив их перейти к отчаянной обороне. Советским войскам даже удалось дойти до главного штаба эстонцев.
Однако, вскоре при поддержке танкового батальона под командованием Пауля Кауша, эстонским формированиям СС удалось не только вырваться из окружения, но и нанести контрудар. Вскоре, развившееся немецкое наступление привело к вытеснению советских войск на прежние позиции.

## Потери
Дальнейшие попытки наступления 177-го и 122-го стрелковых корпусов снова и снова отражались немцами, что привело к потерям советских войск в размере 3 тыс. личного состава, 29 танков и 17 самолётов, в то время как немецкая армия потеряла только около 800 личного состава.
25 июля советская армия предприняла последнюю попытку отбросить немецкие силы с укреплённых позиций, но и она была отбита шквальным пулемётным огнём.

## Воинские формирования
В боях при Аувере принимали участие следующие воинские формирования:

### СССР[2]
- 8-я армия[3]
  - 117-й стрелковый корпус
  - 122-й стрелковый корпус

### Германия
- 3-й танковый корпус СС
  - 11-я добровольческая моторизованная дивизия СС «Нордланд»
  - 20-я добровольческая пехотная дивизия СС (1-я эстонская)
    - 45-й добровольческий пехотный полк СС (Waffen-Grenadier Regiment der SS 45)
    - 47-й добровольческий пехотный полк СС (Waffen-Grenadier Regiment der SS 47)
    - 20-й стрелковый батальон СС (SS-Füsilier Battalion 20)